# Osnovni delec
Osnóvni délec ali elementarni delec je subatomski delec brez podstrukture, zato ni sestavljen iz drugih delcev. Osnovne delce sestavlja 12 fermionov in 12 antifermionov (kvarki, leptoni, antikvarki, antileptoni), ki so splošno "materični delci" in "antimaterični delci" in tudi bozoni (merilni bozoni in higgs-ov bozon), ki so splošno "silni delci", ki posredujejo interakcije med fermioni. Delec, ki je sestavljen iz dveh ali več osnovnih delcev je sestavljeni delec, na primer "hadron". Hadron je delec sestavljen iz dveh ali več kvarkov povezanih z močno silo. Do zdaj je v osnovnem modelu 17 osnovnih delcev. 6 kvarkov, 6 leptonov in 5 bozonov. 
Med seboj se ločijo po masi, električnem naboju in spinu.
Protoni in nevtroni so sestavljeni iz kvarkov, ki so povezani z močno silo.
Bozoni (brez higgs-a) interaktirajo s fermioni z elektromagnetno silo, šibko silo in močno silo.
Higgs-ov bozon daje Z in W bozonu (in drugim delcem) maso preko Higgs-ovega mehanizma. Higgs-ov mehanizem daje protonom in nevtronom približno 1% njihove celotne mase. Njihov obstoj je CERN potrdil 14. marca 2013.